# Кински, Антонин
Антони́н Ки́нски (чеш. Antonín Kinský; 31 мая 1975, Прага) — чешский футболист, вратарь. Играл за сборную Чехии. Известен по выступлениям за российский клуб «Сатурн».

## Биография
После победы со «Слованом» в чемпионате Чехии в 2002 году Кински имел предложения от пражской «Спарты» и греческого «Панатинаикоса», но перешёл в подмосковный клуб по приглашению Олега Романцева в 2004 году и сразу стал основным голкипером, выиграв конкуренцию у россиян — опытного Евгения Корнюхина и молодого Сергея Рыжикова, а затем и у ровесника — Валерия Чижова. В 2005 году имел предложение от «Крыльев Советов», позже вратаря приглашали «Локомотив» (в 2006 году) и «Спартак» (Москва) (в 2009 году), но он решил остаться в «Сатурне», где уже была диаспора чехов и словаков, включая главного тренера — Владимира Вайсса. На протяжении 7 сезонов оставался основным голкипером «Сатурна». В составе которого он провёл все матчи, в которых участвовал, без замен. За исключением одного, а именно 14 октября 2006 года с Амкаром, в котором был удалён на 88 минуте матча. В 2010 году получил серьёзную травму, из-за которой был вынужден пропустить несколько матчей чемпионата России (из первых 15 матчей сезона-2010 Кински выходил на поле только в восьми). 20 ноября 2010 года Кински провёл 200-й матч за «Сатурн». 14 мая 2012 в первом тайме защищал ворота сборной мира в прощальном матче Вадима Евсеева на стадионе «Локомотив».

## Достижения
Командные
- Чемпион Чехии: 2002
- Обладатель кубка Чехии: 2000
- Бронзовый призёр (полуфиналист) Евро-2004 в составе сборной Чехии
- Входил в состав сборной Чехии на чемпионате мира 2006 года в Германии
- Финалист Кубка Интертото 2008

Личные
- Лучший игрок «Сатурна» сезона 2009/10
- В списках 33 лучших футболистов чемпионата России (2): № 1 (2007); № 3 (2006)
- Единственный из иностранных голкиперов в Премьер-лиге России, который отыграл 200 матчей (по состоянию на 31 июля 2010 года).

## Личная жизнь
Сын Антонин (2003 г.р.) — футболист, вратарь английского клуба «Тоттенхэм Хотспур».